# Lelymena misalis
Lelymena misalis är en fjärilsart som beskrevs av Karsch 1900. Lelymena misalis ingår i släktet Lelymena och familjen Thyrididae. Inga underarter finns listade i Catalogue of Life.